# Piotr Hudziak
Piotr Hudziak (ur. 19 lipca 1984 w Krakowie) – polski aktor teatralny, filmowy i telewizyjny. Jest synem aktorskiego małżeństwa w postaci Dagmary Bilińskiej i Andrzeja Hudziaka.

## Życiorys
Jako nastolatek zagrał rolę Jerzyka w spektaklu "Kasztanek" Teatru telewizji. W czasie studiów aktorskich występował w Teatrze Ludowym w Krakowie. W 2010 roku ukończył studia na Wydziale Aktorskim PWST Kraków i związał się z Teatrem im. Ludwika Solskiego w Tarnowie, w którym pracuje do dziś.
Na ekranie kinowym zadebiutował w adaptacji Quo vadis (2001) jako Nazariusz. Wystąpił też w serialu telewizyjnym stworzonym na bazie tego filmu. W telewizji mogliśmy go oglądać również w serialach Kryminalni (2005) oraz Młody Piłsudski (2019).